# Dodge D серія
Dodge D Серії — сімейство пікапів, що продавалися компанією Dodge, поділом концерну Chrysler від 1961-1980 рік. Після 1980 року вантажівки були перейменовані на Dodge Ram, однак їх конструкція була ідентична третьому поколінню D Серії, в 1994 році введено повністю новий Ram. Серія D поділилася своєю платформою AD з близнюками Dodge Ramcharger і Plymouth Trailduster.
Автомобілі пропонувалися на вибір з рядними 6-циліндровими двигунами і потужними V8.

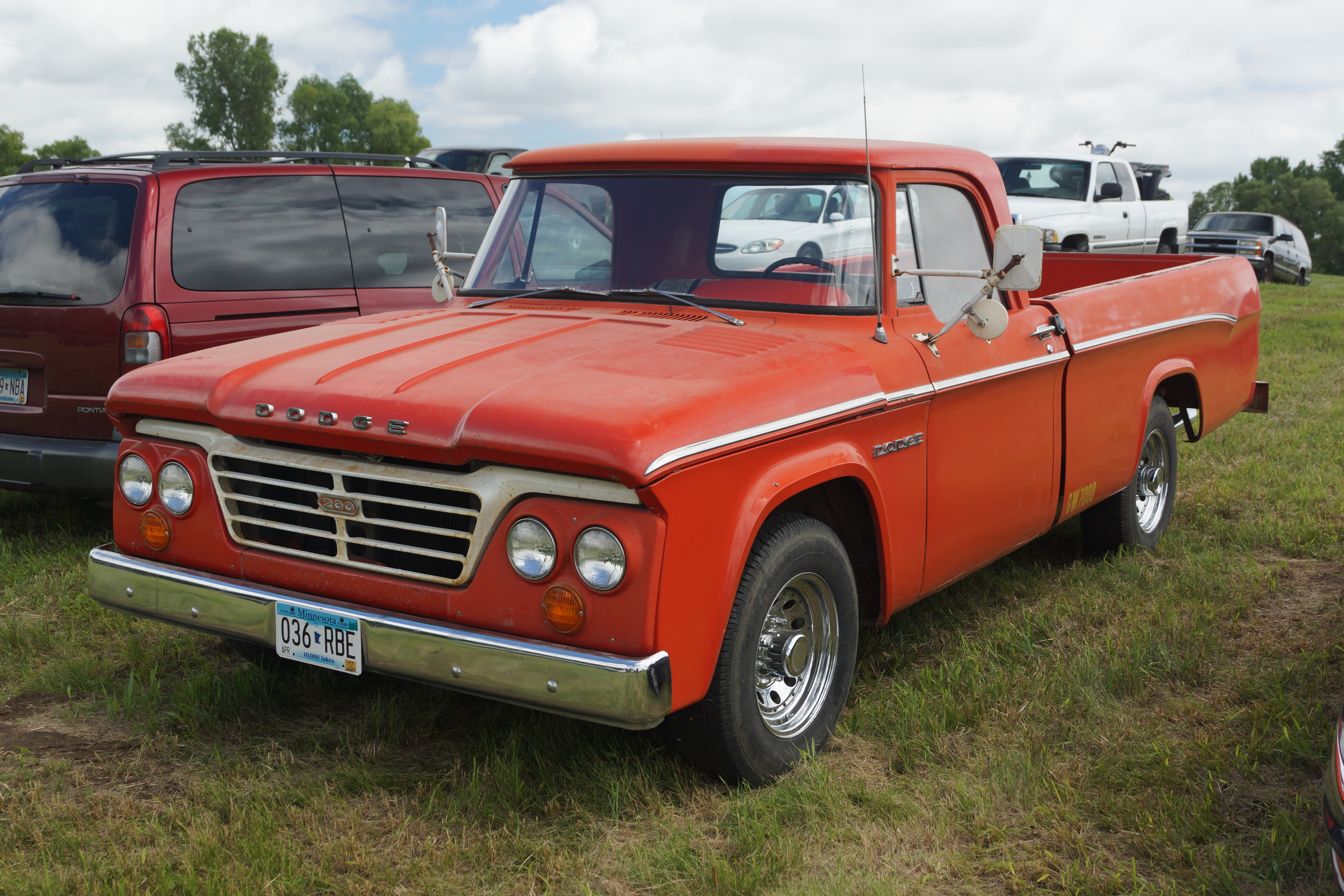
Dodge D200 (1961-1964)
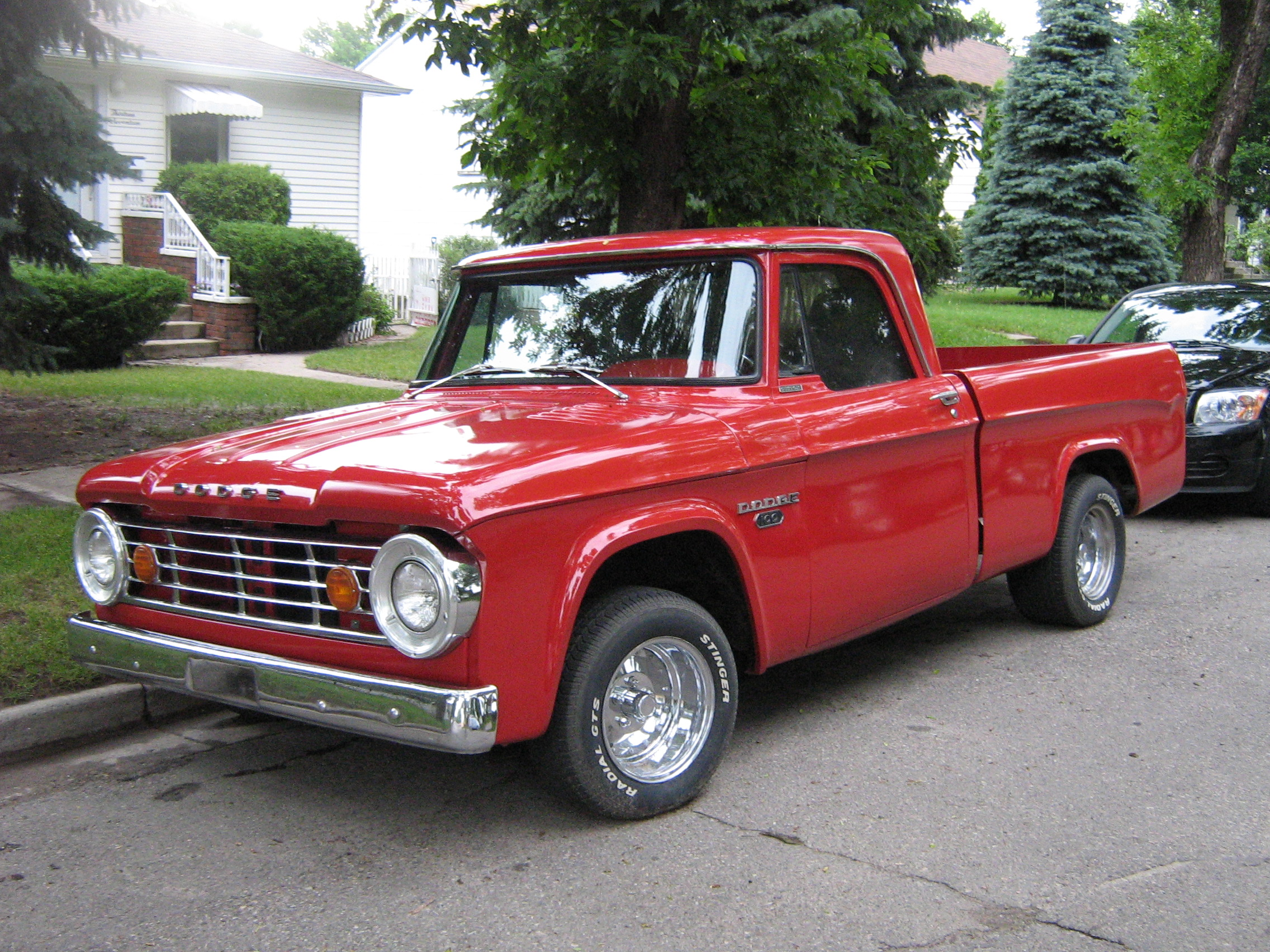
Dodge D100 (1965-1971)
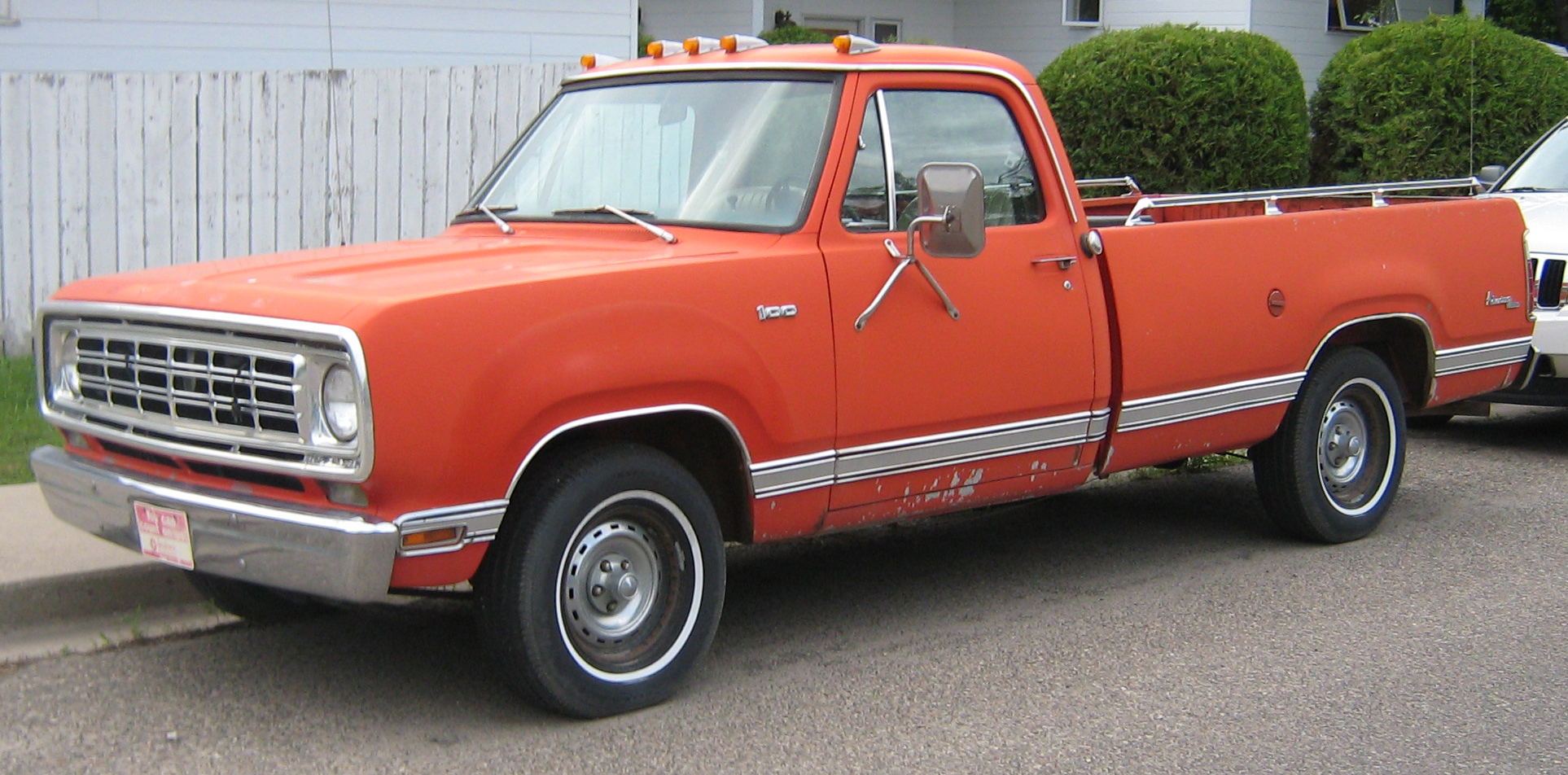
Dodge D100 (1972-1980)

## Dodge Li'l Red Express (1978-1979)

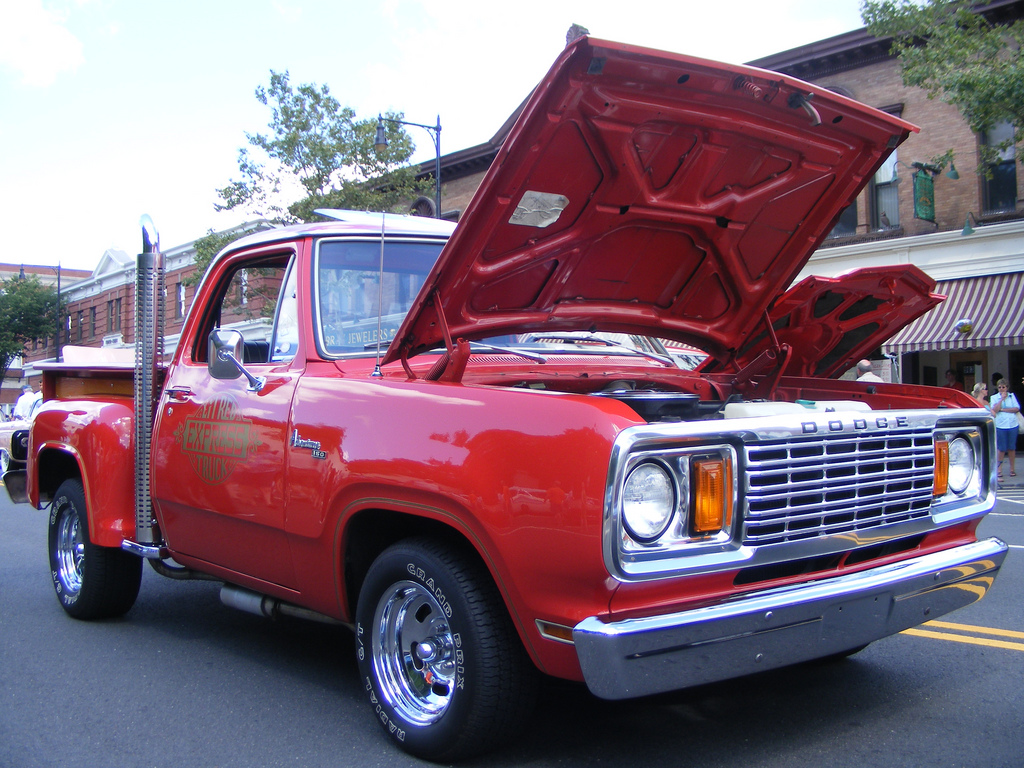
Dodge Li'l Red Express

У березні 1978 року компанія Dodge вивела на ринок модель Li'l Red Express Truck, який став наступником Dodge Warlock і повинен був називатися Red Warlock, але в останній момент був перейменований.
Автомобіль позиціонувався як спортивний і молодіжний. Little Red Truck побудований на базі короткобазного Dodge D-150 вантажопідйомністю 1/2 тонни і устатковувався потужним 225 к.с. small block двигуном 360 V8 об'ємом 5830 см³ з чотирикамерним карбюратором Thermoquad. Двигун мав чавунні блок і головки, два клапани на циліндр з гідравлічними штовхачами, що наводяться одним распредвалом, подвійний впуск. Максимальний крутний момент складав 398 Нм при 3200 об/хв, розгін від 0 до 60 миль (96 км/год) - 6,6 секунди. Цей же двигун встановлювався на поліцейські автомобілі.
Загальна кількість випущених автомобілів за два роки склало 7306 штук, 2188 в 1978-му і 5118 в 1979-му, після чого через настав нафтової кризи виробництво було зупинено.

## Прімитки
- https://www.curbsideclassic.com/automotive-histories/automotive-history-the-case-of-the-very-rare-1978-dodge-diesel-pickup-and-the-non-existent-diesel-van/ [Архівовано 12 грудня 2019 у Wayback Machine.]